# Bob Kerrey
Joseph Robert "Bob" Kerrey (sinh 27 tháng 8 năm 1943) là một chính trị gia người Mỹ đã từng là Thống đốc thứ 35 của tiểu bang Nebraska giai đoạn 1983-1987 và là một thượng nghị sĩ Hoa Kỳ đến từ bang Nebraska từ năm 1989 đến năm 2001. Trước khi tham gia chính trị, ông phục vụ trong chiến tranh Việt Nam với tư cách một sĩ quan hải quân SEAL Mỹ và được trao tặng Huân chương Danh dự (MOH) cho anh hùng trong chiến đấu. Từ hành động mà ông đã được trao giải thưởng MOH, ông cũng bị thương nặng, nên không thể phục vụ hải quân nữa.
Kerrey là một ứng cử viên cho đề cử bầu cử Tổng thống của đảng Dân chủ vào năm 1992. Ông đã nghỉ hưu từ Thượng viện vào năm 2000 và được cựu Thống đốc và đồng thành viên đảng Dân chủ Ben Nelson thay thế. Từ năm 2001 đến 2010, ông là chủ tịch của The New School, một trường đại học ở thành phố New York. Trong tháng 5 năm 2010, ông đã được lựa chọn để trở thành người đứng đầu của Hiệp hội điện ảnh Mỹ, nhưng ông và MPAA không thể đạt được một thỏa thuận, và cựu Thượng nghị sĩ Chris Dodd của Connecticut đã được lựa chọn để thay thế.
Trong năm 2012, Kerrey tìm cách ứng cử vào ghế Thượng viện cũ của mình để kế nhiệm Ben Nelson của đảng Dân chủ đương nhiệm sắp về hưu. Ông đã thua ứng cử viên đảng Cộng hòa Deb Fischer.
Trong năm 2013, Kerrey gia nhập công ty vận động hành lang Carmen Group.
Kerrey là đồng chủ tịch của Hội đồng Tư vấn của Issue One, một tổ chức mô tả nhiệm vụ là "chiến đấu cho các giải pháp thực tế cho vấn đề tiền bạc trong chính trị".

## Binh nghiệp
Kerrey phục vụ trong Hải quân Hoa Kỳ như là một sĩ quan SEAL trong Chiến tranh Việt Nam. Giai đoạn phục vụ của ông tại Việt Nam kéo dài 3 tháng từ tháng 1 đến tháng 3 năm 1969. Ông giải ngũ do bị thương, mất phần dưới của một chân trong chiến đấu. Ông được trao hai huân chương: Huân chương Bronze Star cho Vụ tấn công Thạnh Phong vào tháng 2/1969 và Huân chương Danh dự cho nhiệm vụ gần vịnh Nha Trang ở Nam Việt Nam vào ngày 14 tháng 3 năm 1969 (vụ này ông bị thương và giải ngũ). Một thời gian dài sau đó ông được coi là anh hùng chiến tranh cho đến khi vụ việc Thạnh Phong được công bố năm 2001.

### Huân chương Danh dự
Huân chương cao quý nhất của Quân đội Hoa Kỳ được trao cho cho Kerrey với nhiệm vụ gần vịnh Nha Trang ở Nam Việt Nam vào ngày 14 tháng 3 năm 1969. Trích dẫn Medal of Honor của ông viết:

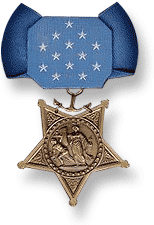
Biến thể của Medal of Honor của Hải quân Hoa Kỳ.

Đối với lòng dũng cảm và sự dạn dĩ có thể đe dọa tính mạng ở trên và vượt ra ngoài nhiệm vụ trong khi phục vụ như là một nhà lãnh đạo đội SEAL trong hành động chống lại kẻ thù xâm lược (Việt Cộng). Thực hiện nhiệm vụ theo tin tình báo đáng tin cậy, trung úy (j.g.) Kerrey đã dẫn dắt đội SEAL của mình trong nhiệm vụ bắt các cán bộ chính trị quan trọng trong khu vực của đối phương được phát hiện trên một hòn đảo trong vịnh Nha Trang. Để gây bất ngờ cho đối phương, ông và nhóm của ông ẩn mình tại một vách đá cao 350 foot để đặt mình phía trên đối phương đang ở. Chia nhóm của ông thành hai nhóm và phối hợp cả hai, Trung úy (jg.) Kerrey dẫn đội mình đi xuống một con dốc tiến về trại của địch. Chỉ khi gần đến cuối dốc, hỏa lực mãnh liệt của đối phương nhắm vào họ, và Trung úy (jg.) Kerrey bị thương nặng vì một quả lựu đạn phát nổ dưới chân ném ông ngược lên những tảng đá lởm chởm. Mặc dù máu chảy đầm đìa và rất đau đớn, ông đã thể hiện lòng dũng cảm vượt trội khi ngay lập tức chỉ đạo đội mình tập trung hỏa lực vào trung tâm trại địch. Bằng cách sử dụng radio, Trung úy (jg.) Kerrey gọi hỏa lực yểm trợ từ nhóm thứ hai, qua đó khiến Việt Cộng bị tấn công nặng nề bằng hỏa lực. Sau khi chế ngự thành công hỏa lực của địch, và mặc dù mang nhiều vết thương, ông vẫn tiếp tục bình tĩnh kiểm soát toàn đội để bảo vệ vị trí. Trung úy (jg.) Kerrey kiên quyết chỉ đạo đội của mình, mặc dù sắp rơi vào trạng thái vô thức, cho đến khi ông cuối cùng đã được di tản bằng trực thăng. Thiệt hại của đối phương trong nhiệm vụ rất thành công này có thể không được đánh giá quá mức. Các binh lính địch bị bắt và cung cấp thông tin tình báo quan trọng cho sự nỗ lực đồng minh. Lãnh đạo dũng cảm và đầy cảm hứng của Trung úy (jg.) Kerrey, tinh thần chiến đấu dũng cảm, ngoan cường và lòng tận tụy với nhiệm vụ trong duy trì áp đảo kẻ thù và nâng cao truyền thống quật cường của Lực lượng Hải quân Hoa Kỳ.

### Thảm sát Thạnh Phong

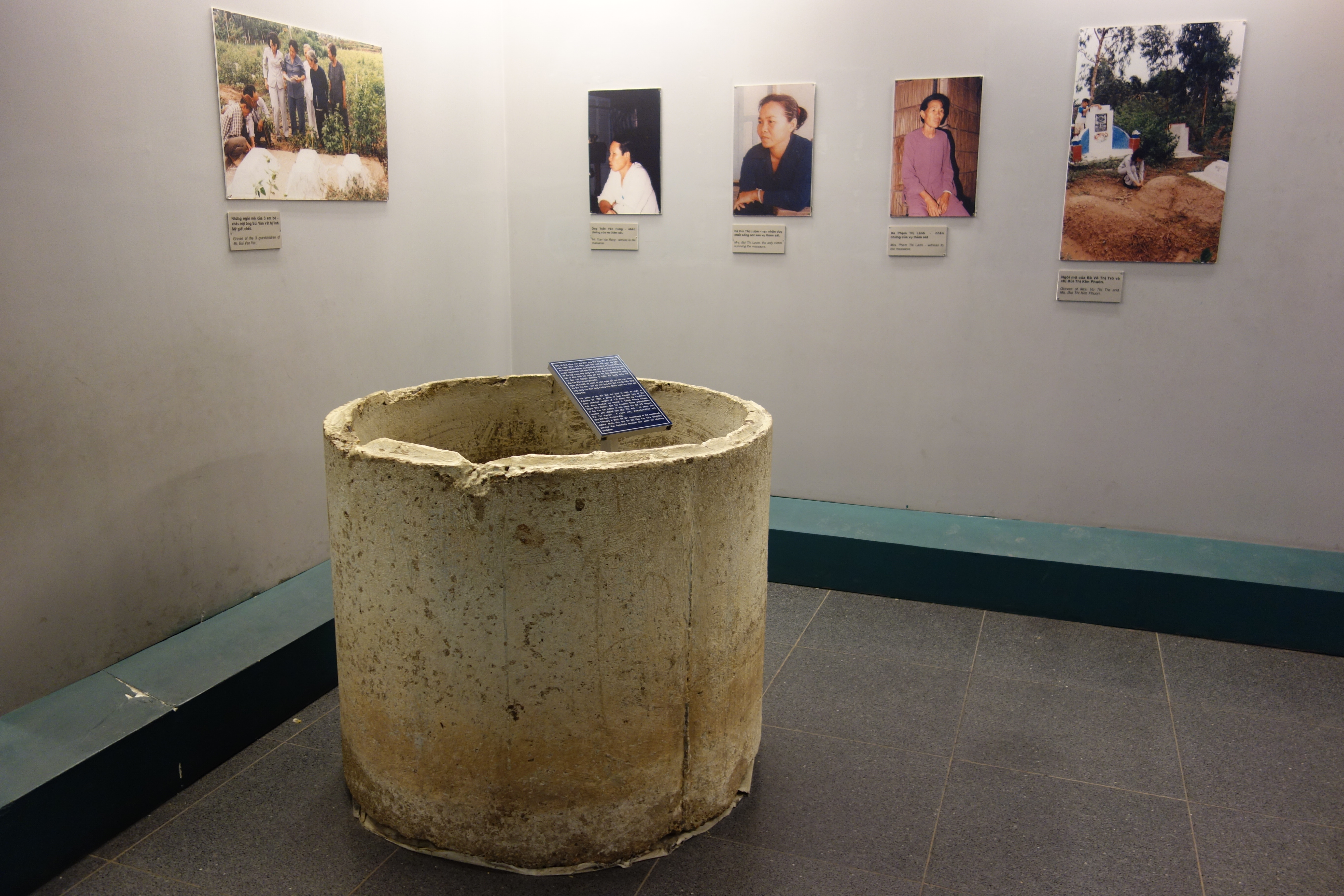
The Thanh Phong sewer pipe in which three children allegedly hid before being killed is on display at the War Remnants Museum in Thành phố Hồ Chí Minh

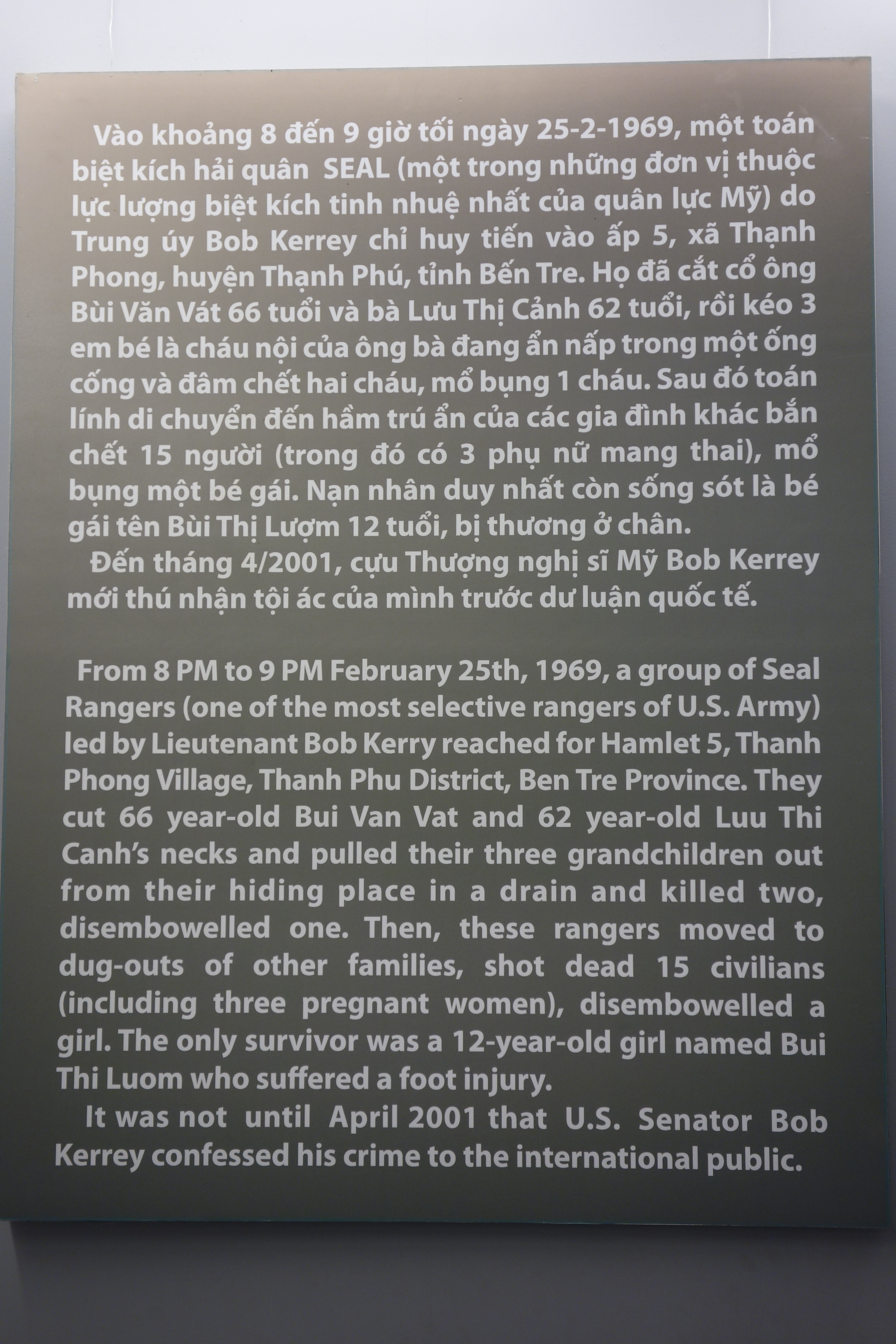
Bảng giới thiệu di chứng chiến tranh tại War Remnants Museum TP Hồ Chí Minh

Năm 2001, tạp chí The New York Times và Chương trình 60 Minutes II tiến hành các báo cáo về một sự cố đã xảy ra trong chiến tranh Việt Nam của Kerrey. Vào ngày 25 Tháng Hai năm 1969, ông đã dẫn dắt một cuộc đột kích dùng tàu chiến PCF (tàu chiến) vào một làng nông thôn hẻo lánh của Thạnh Phong, Việt Nam, nhắm mục tiêu một nhà lãnh đạo Việt Cộng mà tình báo chỉ ra sẽ có mặt. Ngôi làng được coi là một phần của một khu vực hỏa lực tự do của quân đội Hoa Kỳ.
Đội SEAL của Kerrey đầu tiên gặp phải nhà của một người dân trong thôn. Sau đó, theo Kerrey, đội bị bắn ở trong làng và bắn trả, chỉ để tìm thấy sau cuộc chiến mà một số người đã chết dường như là dưới 18 tuổi, tụ lại cùng nhau ở trung tâm của làng. "Điều mà tôi sẽ nhớ đến ngày tôi chết là đi bộ và phát hiện thấy, tôi không biết, 14 hay gần như vậy, tôi thậm chí không biết những gì con số này, phụ nữ và trẻ em đã chết", Kerrey nói năm 1998. "tôi đã chờ đợi để tìm thấy những người lính Việt Cộng có vũ khí và bị giết. Thay vào đó tôi thấy phụ nữ và trẻ em."
Ngược lại, Gerhard Klann, một thành viên của đội SEAL của Kerrey, đã đưa ra một phiên bản khác được hỗ trợ một cách độc lập bởi một cuộc phỏng vấn riêng với một người phụ nữ Việt Phạm Trí Lãnh. Theo Klann, đội vây bắt các phụ nữ và trẻ em và quyết định "giết chúng và ra khỏi đó", vì sợ rằng họ sẽ cảnh báo cho quân địch. Kerrey phản ứng vào tài khoản của Klann bằng cách nói "đó không phải là những gì tôi nhớ về nó", và cáo buộc Klann là ghen tuông vì Kerrey đã không giúp ông trong việc có được một huy chương danh dự cho một nhiệm vụ sau này. Các thành viên khác của đội SEAL Kerrey có những phản ứng khác nhau về vấn đề này: Gene Peterson và Lloyd Schreier chỉ nói rằng họ "không làm gì sai cả", và từ chối cho biết chi tiết. William Tucker cũng không đồng ý cho biết thêm điều gì, ngoại trừ chuyện sau khi vụ việc xảy ra, ông nói với Kerrey là "Tôi khôg thích vụ này.", và Kerrey trả lời "Tôi cũng chẳng thích thú chút nào." Rick Knepper từ chối mọi câu hỏi: "Thời gian ở Việt Nam của tôi, nếu nói về nó thì chẳng dễ chịu chút nào. Làm ơn để tôi yên." Ambrose thì kể một phiên bản đôi khi giống chuyện Klann kể, đôi khi lại đồng tình với Kerrey, và đôi khi lại thay đổi vì nhớ ra chi tiết khác - Cả ba người đều đồng tình với nhau về việc họ có giết một ông già, mà theo Ambrose là ông đã làm hiệu cho Klann làm, còn Klann cho rằng Kerrey ra lệnh.
Kerrey bày tỏ nỗi đau đớn và tội lỗi về vụ việc, nói:. "Bạn có thể không bao giờ, không bao giờ có thể lấy đi từ nó. Nó làm đen tối ngày của bạn. Tôi nghĩ chết cho đất nước của bạn đã được điều xấu nhất có thể xảy ra với bạn, và tôi không nghĩ nó là vậy. Tôi nghĩ rằng chết chóc cho đất nước của bạn có thể tồi tệ hơn rất nhiều. "
Kerrey đã được trao một Ngôi sao đồng cho các cuộc tấn công vào Thạnh Phong. Giới thiệu về huy chương viết, "Kết quả của tuần tra của ông là 21 Việt Cộng bị giết, hai hầm trú ẩn bị phá hủy và hai vũ khí của địch thu giữ." 
Theo lời kể bà Bùi Thị Lượm, nạn nhân duy nhất sống sót sau thảm sát Thạnh Phong, không có ai khác may mắn sống sót trong đêm đó. Trong số 21 người chết, có một người cô và một người mợ đang mang thai. Nếu tính cả thai nhi chưa lọt lòng, con số chính xác là 23 nạn nhân.
Theo hiện vật trưng bày tại Bảo tàng Chứng tích chiến tranh tại TP HCM về vụ thảm sát, có một số ảnh và một ống cống, mô tả chỗ mà ba đứa trẻ đã trốn trước khi bị tìm thấy và giết. Hiện vật có viết (xem ảnh bên) .
Việc điều tra về thảm sát bắt đầu từ năm 1994 khi nhà báo Gregory Vistica, lúc đó làm cho tờ Newsweek, bắt đầu nghe về vụ việc xảy ra với một nhóm lính SEAL tại Việt Nam. Sau đó nhà báo này có được báo cáo về vụ thảm sát. Cuối năm 1998 khi Kerrey định ứng cử bầu cử tổng thống Mỹ lần thứ 2, báo cáo này đến tay ông, và Kerry từ bỏ ý định tranh cử tổng thống. Năm 2001, vụ thảm sát được công bố ra công chúng. Kerrey đã phải minh bạch hóa và trả lời phỏng vấn về vụ việc. Ông có xin lỗi. Ông không từ bỏ Huy chương Sao Đồng vì coi vụ việc là chuyện không may xảy ra. Ông cũng từ bỏ không ra tranh cử Thượng viện năm 2000 và năm 2004, rút khỏi cuộc sống chính trị . Tới năm 2012, ông mới quay lại tranh cử ghế ở nghị viện nhưng thất bại.

## Hoạt động chính trị sau Chiến tranh

### Thống đốc bang Nebraska
Năm 1982, Kerrey vận động bầu cử cho Thống đốc Bang Nebraska và đánh bại đương nhiệm của đảng Cộng hòa Charles Thone. Ông từng là Thống đốc từ năm 1983 đến năm 1987. Năm 1986, ông từng là Chủ tịch của Hiệp hội Thống đốc Vùng Trung Tây.

### Làm việc trong Quốc hội Hoa Kỳ
Năm 1988, Kerrey vận động bầu cử cho ghế Thượng viện Hoa Kỳ được tổ chức bởi thời gian bổ nhiệm đương nhiệm của đảng Cộng hòa David karnes. Ông đã giành bầu cử nội bộ Đảng Dân chủ với 92%. Trong cuộc tổng tuyển cử, ông đánh bại Karnes 57% -42%.
Vào tháng 9 năm 1991, Kerrey công bố ứng cử của ông cho sự đề cử của đảng Dân chủ năm 1992 cho tổng thống. Nhưng do không đạt được số phiếu cần thiết tại các cuộc bỏ phiếu nội bộ Đảng Dân chủ tại các bang, ông xin rút lui.
Năm 1994, Kerrey tái đắc cử nhiệm kỳ hai Nghị sĩ Thượng viện Mỹ sau khi đánh bại một nữ doanh nhân Jan Stoney 55% -45%
Thượng nghị sĩ Kerrey là một thành viên của Ủy ban Nông nghiệp và Ủy ban Tài chính, và là một thành viên của Ủy ban phân bổ từ năm 1989 đến năm 1996. Ông cũng từng là phó chủ tịch của Ủy ban Tình báo từ năm 1995 đến năm 1999. Ông là Chủ tịch Ủy ban vận động đảng Dân chủ tại Thượng nghị viện cho Đại hội thứ 104 trước khi nghỉ hưu vào năm 2000.
Sau khi nghỉ hưu từ Thượng viện, Kerrey phục vụ trong Ủy ban Quốc gia về tấn công khủng bố vào Hoa Kỳ, thường được gọi là Ủy ban 9/11 giai đoạn 2003-2004.
Năm 2012, Kerrey vận động bầu cử cho một lần nữa cho ghế Thượng viện cũ của mình sau khi Thượng nghị sĩ đương nhiệm của đảng Dân chủ Ben Nelson nghỉ hưu vào năm 2012 nhưng đã bị đánh bại bởi ứng cử viên đảng Cộng hòa Thượng nghị sĩ bang Deb Fischer.

## Đại học New School
Kerrey làm Chủ tịch (President) của Đại học New School từ năm 2001 đến 2010. The New School là một trường đại học nghiên cứu tư nhân ở thành phố New York, New York, chủ yếu nằm ở Greenwich Village. Từ khi thành lập vào năm 1919 bởi các nhà giáo dục tiến bộ New York, và trong hầu hết lịch sử của nó, các trường đại học được gọi là The New School nghiên cứu xã hội. Giữa năm 1997 và năm 2005 nó đã được biết đến với Đại học New School. Các trường đại học và từng trường cao đẳng của nó đã được đổi tên vào năm 2005.
Trong thời gian này, ông đã tăng hơn gấp đôi các khoản hiến tặng, lấy từ 94 triệu $ trong 2001- lên 206 triệu ngày hôm nay. Ông cũng bảo đảm kinh phí đáng kể liên bang cho các trường học. Cả hai yếu tố này đã giúp các trường mới thực hiện sự tiến bộ học lớn và mở rộng trong thập kỷ đó khi Kerrey là Hiệu trưởng.
Kerrey chủ trì một chương trình đầy tham vọng về phát triển học tập tại trường đại học. Dưới sự lãnh đạo của ông, các trường đại học đưa ra nhiều chương trình học mới, bao gồm một số các chương trình cấp bằng chung. Sinh viên tăng 44% đến hơn 10.200, và ghi danh khóa học trực tuyến tăng gấp đôi. Ông cũng giám sát sự gia tăng kích thước của các giảng viên. Số lượng giảng viên toàn thời gian tăng từ 156 năm 2001 lên hơn 372 vào năm 2009. Ông cũng đã giúp thành lập Ban Thượng viện Trường, cho phép trường thiết lập tiêu chuẩn toàn trường về khuyến mãi, tuyển dụng và đánh giá giảng viên. Ngoài ra, nhiệm kỳ đã được thiết lập cho tất cả các khoa.
Ngày 14 tháng 4 năm 2005, Kerrey thông báo rằng các trường đại học đã được đổi tên từ "New School University" thành "The New School", và thay đổi thương hiệu tám viện con thành các thực thể chuyên môn hóa riêng biệt phục vụ khác nhau.
Đến những năm cuối của nhiệm kỳ hai, xảy ra mâu thuẫn giữa ông Kerrey và một số giáo viên ở trường. Nguyên nhân là do ông này không có bằng tiến sĩ và sự ủng hộ của ông với chiến tranh ở Iraq. Thêm vào đó, phong cách lãnh đạo độc quyền, tập trung quyền lực cũng là nguyên nhân. Ông muốn thống nhất các trường con, cắt giảm chi phí nghiên cứu, ảnh hưởng tới giảng viên cao cấp. Ông lại thay hiệu trưởng (provost) của trưởng nhiều lần do mâu thuẫn.
Vào ngày 10 tháng 12 năm 2008 Kerrey đã nhận được một cuộc bỏ phiếu bất tín nhiệm từ khoảng 80 giảng viên cao cấp của Trường. Đây được coi là một phản ứng với phong cách quản trị của mình. Việc bỏ phiếu bất tín nhiệm chủ yếu là một cử chỉ tượng trưng. Hội đồng Quản trị nhất trí hỗ trợ cho Kerrey tại một cuộc họp sau các giảng viên bỏ phiếu.
Vào ngày 16 tháng 12 năm 2008, hàng chục sinh viên đã chiếm đóng quán cà phê trong tòa nhà Avenue 65 5; khi việc chiếm đóng tiếp tục, nhóm phát triển thành hàng trăm sinh viên từ các trường học mới, các trường đại học thành phố New York khác, các thành viên công đoàn lao động, và những người ủng hộ khác. Ban đầu, các sinh viên nói rằng họ sẽ không rời khỏi tòa nhà trừ khi một số quan chức trường từ chức. Kerrey đã cố gắng để có một cuộc thảo luận với các sinh viên, nhưng các sinh viên bình chọn hủy tùy chọn đó. Sự chiếm đóng đã kết thúc sau 30 giờ khi hai bên chấp nhận một hiệp ước; Kerrey đồng ý ân xá cho học sinh tham gia việc chiếm đóng, dành nhiều không gian sinh viên hơn, và sinh viên tham gia nhiều hơn vào đầu tư và ra quyết định của trường.
Sáng sớm của ngày 10 Tháng Tư năm 2009, 19 sinh viên đã qua các tòa nhà Avenue 65 5, dựng lên một lá cờ vô chính phủ và đòi hỏi một lần nữa rằng Kerrey từ chức. Một vài giờ sau đó, khoảng 20 nhân viên cảnh sát bước vào tòa nhà, bắt giữ 22 học sinh và kết thúc sự chiếm đóng sau năm tiếng.
Để xoa dịu, Kerrey tuyên bố sẽ kết thúc chức vụ của mình khi hợp đồng với New School kết thúc và không tiếp tục tái cử. Tới ngày 1/1/2011, ông Kerrey chính thức hết hạn hợp đồng (hợp đồng lần thứ 2) làm Chủ tịch của trường New School.
Trong tháng 12 năm 2012, theo Chronicle of Higher Education báo cáo rằng trong năm 2010, năm cuối nhiệm kỳ của mình, tiền lương của ông đã được nhiều hơn $ 600.000, và tổng số tiền lương mang về nhà của mình, bao gồm cả tiền thưởng, tiền bồi thường chậm và lợi ích không chịu thuế, là $ 3.047.703, khiến Kerrey là Hiệu trưởng được trả lương cao nhất tại các trường đại học tư nhân tại Hoa Kỳ.
Nhiệm kỳ Chủ tịch của Kerrey kết thúc vào ngày 01 tháng 1 năm 2011. Ông đã được tiếp nối bởi David E. Van Zandt. Kerrey sau đó được bổ nhiệm làm Hiệu trưởng danh dự.

## Cuộc sống cá nhân
Kerrey sinh ra tại Lincoln, Nebraska. Ông theo học trường công, tốt nghiệp Trường Đông Bắc Lincoln High School. Ông tiếp tục tốt nghiệp bằng Dược từ Đại học Nebraska-Lincoln vào năm 1966.
Ông phục vụ cho SEAL của Hải quân Hoa Kỳ từ 1968-1969, phái đến Việt Nam từ tháng 1 đến tháng 3 năm 1969, giải ngũ vì bị thương năm 1969. Sau đó ông trở thành một doanh nhân thành công, chủ sở hữu của chuỗi cửa hàng ăn và trung tâm thể dục gym từ 1972-1982. Sau đó ông bắt đầu làm thống đốc bang Nebraska 1983-1987. Ông làm thượng nghị sĩ đại diện cho Nebraska giai đoạn 1989-2001.
Trong khi ông là thống đốc của tiểu bang Nebraska, Kerrey hẹn hò với nữ diễn viên Debra Winger.
Kerrey là bạn bè với đồng nghiệp kỳ cựu Việt Nam Jim Webb. Năm 2006 ông tham gia vào việc thuyết phục Webb để vận động cho một ghế tại Thượng viện Mỹ. Webb vào bầu cử sơ bộ của Đảng Dân Chủ tại Virginia, và Kerrey tình nguyện phục vụ như Chủ tịch tài chính quốc gia của Webb. Webb giành chiến thắng trong cuộc bầu cử sít sao ở Virginia, đánh bại George Allen. Kerrey cũng đã xác nhận, và xuất hiện tại các sự kiện chiến dịch cho Al Franken cho bầu cử Thượng viện Hoa Kỳ ở Minnesota.
Kerrey kết hôn với Sarah Paley. Bà trước là nhà báo/nhà văn. Họ gặp nhau năm 1995, cưới nhau 2001 và định cư tại Greenwich Village, New York. Họ có một con trai, Henry (sinh 10/9/2001). Ông có hai người con từ cuộc hôn nhân trước đây của ông: Ben và Lindsey.
Một 2012 New York Times tiết lộ bởi mục Frank Bruni rằng Kerrey mô tả mình là một người bất khả tri.
Vào ngày 09 Tháng 9 năm 2008, một cầu đi bộ kết nối Omaha, Nebraska với Council Bluffs, Iowa được đặt tên để vinh danh Kerrey bởi Hội đồng Thành phố Omaha.